# Бутенки (Кобелякский район)
Буте́нки (укр. Бутенки) — село, Бутенковский сельский совет, Кобелякский район, Полтавская область, Украина.
Является административным центром Бутенковского сельского совета, в который, кроме того, входят сёла Бережновка, Богдановка, Ветрова Балка, Вишнёвое, Зелёное, Колодяжно, Славновка, Чумаки, Шапки, Жорняки и Драбиновка.

## Географическое положение
Село Бутенки находится на левом берегу реки Волчья в месте впадения её в реку Кобелячка, выше по течению на расстоянии в 1,5 км расположено село Славновка, на противоположном берегу — сёла Бережновка и Колодяжно. Через село и рядом проходят автомобильные дороги Р-52, М-22 (E 577) и
железная дорога, станция Кобеляки.

## Происхождение названия
Известно несколько версий происхождения названия села:
- название было дано в конце XIX века и пошло оно от слова «бут», строительного камня, добыча которого велась на территории Бутенок и поблизости;[2]
- село Бутенки основали запорожские казаки, изгнанные из разрушенной в конце XVIII века Запорожской Сечи, и название пошло от фамилии казака Бутенко, владельца этих земель.[3]

## История
Основано в конце XVIII века.
Во время Великой Отечественной войны в 1941—1943 гг. поселение находилось под немецкой оккупацией.
В 1975 году был построен Кобелякский комбинат хлебопродуктов.
Население по переписи 2001 года составляло 2292 человека.

## Экономика
- Птице-товарная и свино-товарная фермы.
- Комбинат хлебопродуктов.
- ООО «Здобуток».

## Объекты социальной сферы
- Школа.
- Клуб.
- Дом культуры.